# Таммисту, Айно-Элисе Хуговна
Айно-Элисе Хуговна Таммисту — советский хозяйственный, государственный и политический деятель, Герой Социалистического Труда.

## Биография
Родилась в 1930 году в Таллине. Член КПСС.
С 1951 года — на хозяйственной, общественной и политической работе. В 1951—1990 гг. — швея, бригадир, инструктор производственного обучения и мастер, старший мастер трикотажной фабрики «Марат» Министерства лёгкой промышленности Эстонской ССР.
Указом Президиума Верховного Совета СССР от 9 июня 1966 года за выдающиеся заслуги в выполнении заданий семилетнего плана и достижение высоких технико-экономических показателей по производству тканей, трикотажу, обуви, швейных изделий и другой продукции лёгкой промышленности присвоено звание Героя Социалистического Труда с вручением ордена Ленина и золотой медали «Серп и Молот».
Избиралась депутатом Верховного Совета СССР 8-го созыва.
Делегат XXIV съезда КПСС.
Умерла в Таллине в 2010 году.